# Carcelia macroura
Carcelia macroura là một loài ruồi trong họ Tachinidae.